# Robert Chase
El doctor Robert Chase es un personaje de ficción encarnado por el actor australiano Jesse Spencer en la serie de televisión House M. D., emitida por Fox.
Chase formaba parte del equipo médico del doctor Gregory House junto con Eric Foreman y Allison Cameron en el ficticio hospital universitario Princeton-Plainsboro de Nueva Jersey, pero dejan de trabajar juntos al finalizar la tercera temporada, integrándose a la división de cirugía del hospital.

## Personalidad
Chase es uno de los integrantes del equipo médico de House. Es considerado el perro faldero de House, ya que le obedece en todo a pesar de no estar siempre de acuerdo con su criterio médico o su forma de pensar, al contrario de Foreman, que discrepa de House siempre que sea necesario.
House pierde la confianza en él después de que en la primera temporada lo delatase a Vogler, el entonces administrador del Hospital, recibiendo una sanción de la junta de médicos. Chase explica que lo hizo con el fin de proteger su empleo. Aunque 
esto lo hizo parecer sospechoso ante sus compañeros, en la tercera temporada Chase es presionado por el oficial Tritter para obtener información acerca de House, pero decide no ceder y no ayudarlo.
Hasta la tercera temporada, Chase demuestra poco aprecio por los pacientes, así como escaso interés por la medicina, cometiendo algunos errores médicos. 
Con el tiempo su personalidad hipócrita y arribista cambia, defendiendo poco a poco sus ideas, diagnósticos y decisiones médicas y personales. Incluso demuestra en algunos capítulos empatía más con los familiares de los pacientes que con los pacientes mismos.
Chase ha mostrado una capacidad de deducción muy similar a la de House. Dedujo correctamente que Foreman se avergonzaba del motivo de su dimisión y que House había cancelado la entrevista de Foreman, además de haber solucionado casos por ideas repentinas y haber acertado en varios diagnósticos, entre otras.
En la cuarta temporada, tras su despido, ha sido útil para el nuevo equipo en diagnósticos, pruebas u operaciones a los pacientes a lo largo de varias apariciones.
En el episodio final de la serie es ascendido a jefe del departamento de diagnóstico clínico, puesto anteriormente ocupado por House.
Su forma de diagnosticar es muy parecida a la de House. Sigue sus corazonadas, y no tiene miedo a decir locuras improbables, de las cuales muchas acierta.

## Vida personal
Su madre murió cuando él tenía sólo 16 años, por lo que mantenía una tensa relación con su padre debido a que él abandonó a su mujer alcohólica y a Robert siendo adolescente y dejándolo a su cuidado. Estudió en un seminario, aunque lo dejó según él dice por falta de vocación, aunque en un episodio donde conoce a una novicia de la cual se enamora se revela que en realidad lo dejó porque se acostó con la esposa del jardinero del seminario, y siguió la carrera de medicina para complacer a su padre, en el mismo capítulo donde aparece la novicia de la cual se enamora se revela que la idea de ser médico le surgió cuando lo operaron de las amígdalas y faltó a la escuela durante días mientras le daban helados, eso creó su gusto a los hospitales, más allá de que luego se haya desvanecido la idea de ser un médico siempre estuvo latente.
En su adolescencia y juventud Chase ha tenido mucha relación con las drogas, derivada tanto del alcoholismo de su madre como de su propio consumo. Esta característica se nota en el ejercicio de la medicina, donde demuestra tener conocimientos profundos de las características y efectos de los drogas más diversas, así como cierta tendencia a explicar las enfermedades por causas toxicológicas. Chase ha evidenciado también una vida sexual no conservadora, incluyendo relaciones con prostitutas y prácticas sadomasoquistas (ver capítulo 20 "El amor hace daño").
En la primera temporada Chase recibe una inesperada visita del doctor Rowan Chase, su padre, con la excusa de que tenía una conferencia cerca y había decidido ir a ver como estaba su hijo. Chase, frustrado, evita hablar y estar junto a él, aunque finalmente se reconcilia. House descubre que Rowan tenía cáncer de pulmón y que le quedan dos meses de vida, información que no recibirá Chase, ni de su padre ni de House, hasta después de su muerte. 
En la segunda temporada, Chase recibe telefónicamente la noticia de la muerte de su padre, que lo afecta hasta el punto de cometer un error médico, del que se derivará la muerte de la paciente. Ello origina una investigación que terminaría en una sanción menor para Chase y un mes de supervisión a House, de esta forma, Foreman es jefe de House durante un mes.

## Relación sentimental
En torno a su vida amorosa, a partir de la tercera temporada inicia con su compañera de trabajo, la doctora Cameron, una relación solo con el objetivo de obtener diversión y placer, sin embargo, él se enamora, por lo que ella decide terminar. Al final de esta temporada, luego de la insistencia de Chase con volver y formalizar su relación, ella se da cuenta de lo que siente por él y accede a su petición, siendo novios en la cuarta temporada. Al año siguiente (quinta temporada) la pareja decide comprometerse y, luego de varias idas y vueltas, finalmente se casan. Esto ocurre en el último capítulo. Pero en el capítulo 8 se divorcia de la Dra. Cameron luego de su comportamiento en el caso del dictador Divala.